# Christiane Schlötzer

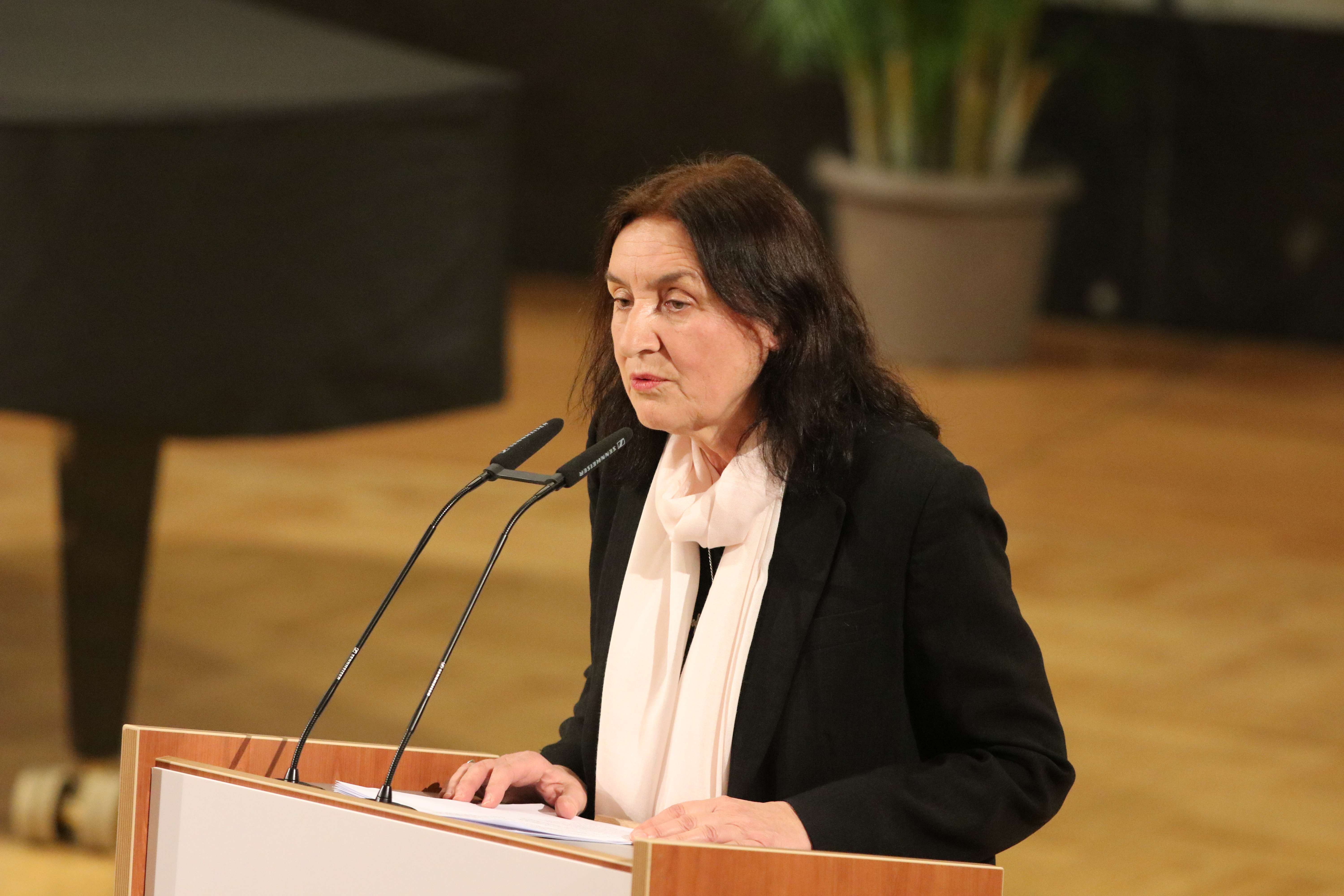
Christiane Schlötzer-Scotland

Christiane Schlötzer, auch Christiane Schlötzer-Scotland (* 1954 in München), ist eine deutsche Journalistin und Autorin.

## Leben und Wirken
Sie absolvierte ein Gymnasium in München und eine Ausbildung an der Deutschen Journalistenschule. Anschließend studierte sie Zeitungswissenschaft, Politologie und Wirtschaftsgeographie und arbeitete bei NDR Hamburg-Welle und beim Bayerischen Rundfunk als Hörfunkreporterin. 1982 ging sie als Redakteurin für Landespolitik in das Münchner Büro der Deutschen Presse-Agentur. 1992 wechselte sie zur Süddeutschen Zeitung, für die sie seitdem tätig ist. Zunächst war sie Landtagskorrespondentin in München und ab 1994 als Parlamentskorrespondentin in Bonn und Berlin stationiert. Ab 2001 wurde sie Auslandskorrespondentin der Süddeutschen Zeitung und des Tagesanzeiger Zürich für die Türkei, Griechenland und Zypern mit Standort in Istanbul. Danach war sie ab 2005 wieder in München tätig als stellvertretende Ressortleiterin für Außenpolitik der SZ und später Vizechefin der „Seite Drei“ der SZ, unterbrochen durch zwei weitere lange Aufenthalte in Istanbul von 2012 bis 2015 und von 2018 bis 2020 als Korrespondentin der SZ. Von Oktober 2020 bis Februar 2021 war sie Stipendiatin der Deutschen Kulturakademie Tarabya in Istanbul. Seitdem arbeitet sie als freie Journalistin in München. Sie war mit dem Journalisten Egon Scotland verheiratet, der am 26. Juli 1991 im Kroatienkrieg durch einen Scharfschützen getötet wurde.
1993 war sie Mitgründerin des Vereins Journalisten helfen Journalisten, der verfolgte Journalisten unterstützt. Der Verein wurde auch in Erinnerung an Egon Scotland und weitere im Einsatz getötete Journalisten gegründet. Schlötzer ist bis heute stellvertretende Vorsitzende des Vereins. Weiterhin ist sie Ehrenvorsitzende des Münchener Vereins Glockenbachwerkstatt.

## Preise und Auszeichnungen
- 1993 Wächterpreis der deutschen Tagespresse (2. Preis) gemeinsam mit Fridolin Engelfried, Hans Holzhaider, Klaus Ott und Michael Stiller für Enthüllungen in der Amigo-Affäre[5]

## Veröffentlichungen
- Istanbul – Ein Tag und eine Nacht: Ein Porträt der Stadt in 24 Begegnungen. Berenberg Verlag 2021, ISBN 978-3-949203-11-4.
- Lesereise Türkei : Jenseits von Galata, im Übermorgenland, Wien : Picus Verlag 2016, ISBN 978-3-7117-5314-4.
- Das Mädchen mit dem falschen Namen. Türkische Tabus, Wien : Picus-Verlag 2006, ISBN 978-3-85452-923-1.